# Prince Yamashiro
Le prince Yamashiro (山背大兄王, Yamashiro no Ōe no Ō, mort en 643) est le fils aîné de l'une des figures les plus fameuses de l'histoire du Japon, le prince Shōtoku. Yamashiro revendique le droit à la succession impériale en 628, après la mort de l'impératrice Suiko. Sa revendication est toutefois ignorée au profit du prince Tamura, qui accède au trône en tant qu'empereur Jomei avec le soutien de Soga no Emishi, un puissant noble de cour.
Lui et sa famille se suicident lorsque leur maison est attaquée en 643 par Soga no Iruka, le fils de Emishi. Certains chercheurs pensent que Yamashiro est le célèbre poète et érudit Sarumaru no Taifu, au sujet duquel on ne connaît presque rien.

## Source de la traduction
- (en) Cet article est partiellement ou en totalité issu de l’article de Wikipédia en anglais intitulé « Prince Yamashiro » (voir la liste des auteurs).